# Alec Puro

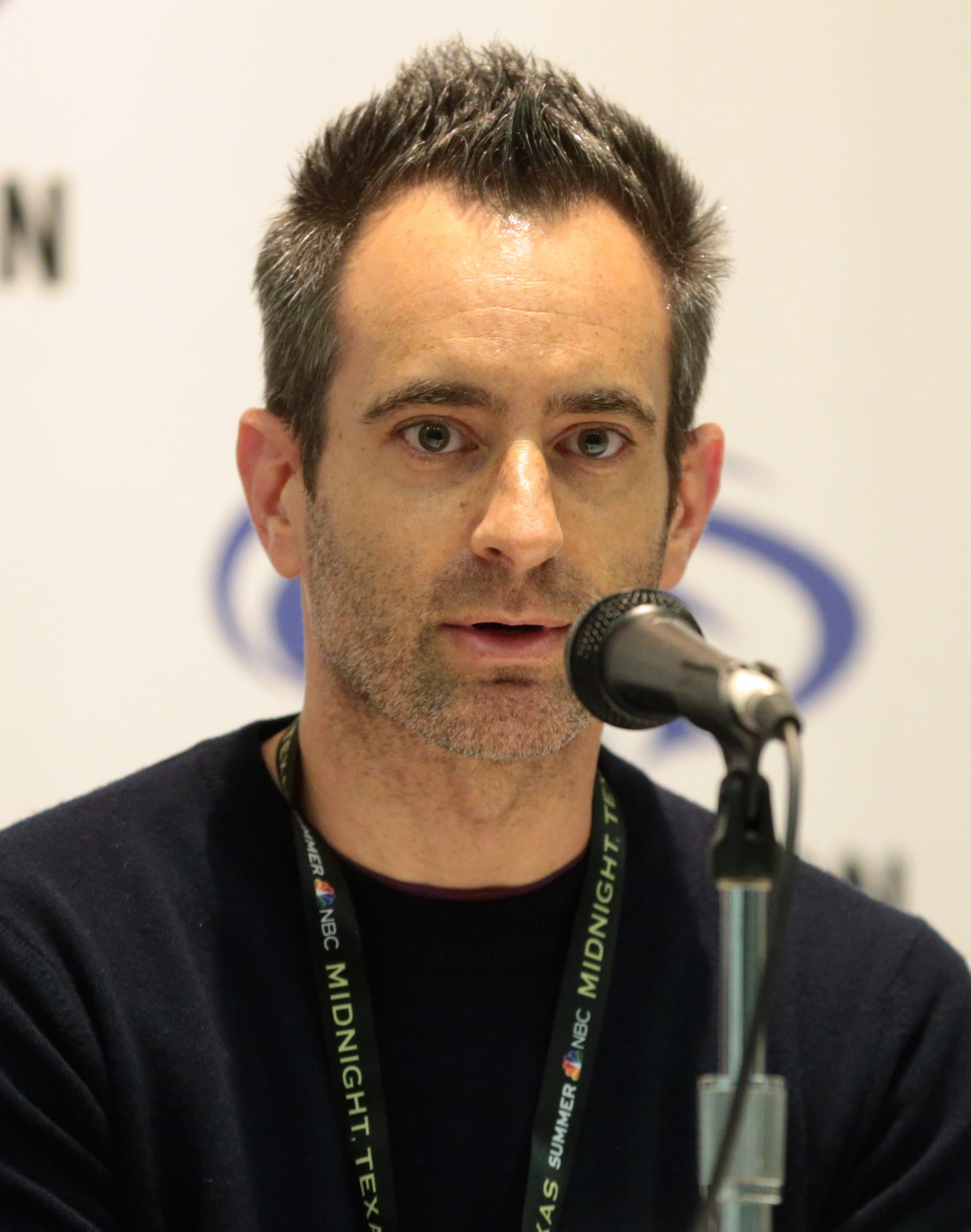
Alec Puro, 2017

Alec Puro (* 25. April 1975 in Santa Monica, Kalifornien) ist ein US-amerikanischer Musiker und Filmkomponist.
Puro ist auch unter dem Namen Alec Püre bekannt. Er ist Schlagzeuger der Band Deadsy.
Seit 2004 ist Puro mit der Schauspielerin und Sängerin Marla Sokoloff zusammen, die er am 8. November 2009 geheiratet hat. Am 8. Februar 2012 kam ihre gemeinsame Tochter Elliotte Anne zur Welt.

## Filmografie (Auswahl)
- 2011: Von der Kunst, sich durchzumogeln (The Art of Getting By)
- 2011: High Grounds
- 2011: Like Waters
- 2012: The First Time – Dein erstes Mal vergisst du nie! (The First Time)
- seit 2013: The Fosters (Fernsehserie)
- 2014: The Scribbler – Unzip Your Head (The Scribbler)
- 2015: Ashby
- 2016: Pandemic – Fear the Dead (Pandemic: Fear the Dead)
- 2019: PS Es weihnachtet sehr (Write Before Christmas)
- 2024: Spin The Bottle